# 日本銀行旧小樽支店金融資料館
日本銀行旧小樽支店金融資料館（にっぽんぎんこうきゅうおたるしてんきんゆうしりょうかん、英字表記：The Bank of Japan Otaru Museum）は、北海道小樽市にある資料館。元は日本銀行の小樽支店として機能していた建物であり、2003年から日本銀行の広報施設として再オープンした。建物は現在、小樽市指定文化財に指定されている。入場料無料。所在地は北海道小樽市色内1丁目11番16号。

## 沿革
1900年前後、当時商業を中心に発展する小樽市に各銀行が集中し、市内で徐々に完成していった銀行街は次第に「北のウォール街」と呼ばれるようになった。その中で日本銀行も小樽市に参入、東京駅の設計者としても知られる辰野金吾や長野宇平治、岡田信一郎らが建物の設計を担当し、1912年（大正元年）に竣工した。建物は積み上げた煉瓦の上にモルタルを塗った造りの2階建てで、ルネサンス様式が取り入れられている。さらに屋根には八幡製鉄所製の鉄骨が使用されており、小樽市内を眺めることのできる東側の塔にはイギリス製のらせん階段が取り付けられた。総工費は当時の金額で40万円に上り、これは日本銀行本店と日本銀行大阪支店に次いで3番目に高額な建設費だったという。
2002年9月13日をもって小樽支店の営業は終了し、札幌支店に統合された。その後、改築工事が行われ、2003年5月14日に新しく金融資料館として開館。館内に歴史をはじめとする金融資料を展示するなど、日本銀行の広報施設として機能する建造物となった。開館以降、2006年時点で25万人を超える来場者を記録、2006年2月10日には冬季の開館時間を30分延長し、現在の開館時間となった。

## 施設概要
資料館内館は日本銀行小樽支店として機能していた時代のデザインやつくりを残したものとなっており、岐阜県の赤坂産大理石が材料として使用されているロビーと営業場カウンター、煉瓦製の壁から鉄骨を組むことで広い吹き抜けの空間を実現した営業場の天井、アイヌの守り神であるシマフクロウをコンセプトにデザインされ、内壁だけで12体を数える塑像などが特徴である。
資料館内は主に3つの展示スペースで区切られており、歴史展示ゾーン、業務展示ゾーン、マルチメディアコーナーに分けられる。歴史展示ゾーンでは日本銀行の歴史をパネル展示するとともに、第二次世界大戦以降の紙幣の実物などを展示しており、日本銀行旧小樽支店ほか「北のウォール街」当時における数々の建造物のミニチュアを見学できるコーナーもある。
業務展示ゾーンでは日本銀行が行っている主要な業務を紹介。パネル展示による紙幣の発行行程や金融のシステムを紹介している。そのほか、実際に使用していた金庫を公開しており、「1億円を持ち上げてみよう」のコーナーでは1億円の重さを持ち上げて体感することが可能。並ぶ数字をもとに世間に出回るお金と経済の動きを観察できる。
マルチメディアコーナーでは、さまざまな金融知識を学ぶことのできる大型ビジョンを用いたビデオコーナー、日本銀行のホームページを閲覧できるインターネットコーナーを設け、日本銀行に関する知識を試す「にちぎんクイズ」にも挑戦することができる。

## 周辺
- 北のウォール街
  - 旧北海道銀行本店（小樽バイン）
  - 旧三井銀行小樽支店
  - 旧北海道拓殖銀行小樽支店
  - 旧三菱銀行小樽支店（小樽運河ターミナル）
  - 旧第四十七銀行小樽支店（小樽紙商事）
  - 旧第百十三銀行小樽支店（小樽浪漫館）
  - 旧郵政省小樽地方貯金局（小樽文学館・小樽美術館）
- 小樽運河
- 旧国鉄手宮線
  - 色内仮乗降場
- 小樽郵便局